# Sauroscaptor tharavati
Sauroscaptor tharavati è un terapside estinto, appartenente ai dicinodonti. Visse nel Permiano superiore (circa 255 milioni di anni fa) e i suoi resti fossili sono stati ritrovati in India.

## Descrizione
Questo animale era di piccole dimensioni (non raggiungeva i 50 centimetri di lunghezza); era un dicinodonte sprovvisto di zanne e dalle abitudini fossorie. Sauroscaptor era caratterizzato dalla posizione insolitamente arretrata del forame pineale, che andava a sovrastare l'occipite formando una strana cresta nucale simile a un camino, in mezzo alla quale vi era il foro. Rispetto ad altri animali simili come Cistecephalus e Kawingasaurus, questo animale era dotato di un cranio più stretto; la cresta nucale era a struttura bipartita.
Sauroscaptor assomigliava a un altro dicinodonte noto per fossili rinvenuti in Zambia, Kembawacela, soprattutto per l'insolita posizione del foro pineale, ma se ne differenziava per l'ampiezza della scatola cranica e per la morfologia della cresta nucale; il genere africano, inoltre, era provvisto di due zanne.

## Classificazione
Sauroscaptor è un membro dei cistecefalidi, un gruppo di dicinodonti dalle abitudini fossorie e di piccole dimensioni, dotati di una testa simile a un cuneo. Secondo un'analisi filogenetica, Sauroscaptor rappresenterebbe la forma più basale tra i cistecefalidi.
Sauroscaptor tharavati venne descritto inizialmente nel 2016, sulla base di resti fossili provenienti dalla formazione Kundaram dell'India che inizialmente erano stati attribuiti ai generi Cistecephalus ed Emydops a causa della deformazione e della compressione negli strati rocciosi. Caratteristiche uniche comuni tra i vari fossili, tuttavia, hanno permesso di riconoscerli come appartenenti a un unico nuovo taxon, probabilmente una forma endemica.